# Timothy Grubb
Timothy John „Tim“ Grubb (* 30. Mai 1954 in Grantham, Lincolnshire; † 11. Mai 2010 in Illinois) war ein britischer Springreiter.

## Biografie
Grubb begann seine reitsportliche Laufbahn in einem Pony Club und war später für 18 Monate als Jockey bei Steeplechase-Rennen tätig, ehe er sich dem Springreiten widmete.
Er nahm während seiner sportlichen Laufbahn als Springreiter an zwei Olympischen Sommerspielen teil.
1984 bei den Olympischen Sommerspielen in Los Angeles gewann er in den Reitwettbewerben auf seinem Pferd „Linky“ mit Michael Whitaker, John Whitaker und Steven Smith in der Mannschaft nach den USA die Silbermedaille im Springreiten und hatte damit seinen größten sportlichen Erfolg.
Zuletzt nahm er an den Olympischen Sommerspielen 1992 in Barcelona teil.
Anschließend ging Grubb, der seit 1978 mit der US-amerikanischen Springreiterin Michele McEvoy verheiratet war, in die USA und nahm die US-amerikanische Staatsbürgerschaft an. Auch dort setzte er seine reiterische Laufbahn fort und gewann unter anderem den American Grand Prix Association Championship sowie mit „Denizen“ 1993 den Titel AGA Horse of the Year. 1994 nahm er mit der US-Mannschaft an den Weltreiterspielen in Den Haag teil. Darüber hinaus gewann er mehrere Große Preise in den USA wie die American Invitational, die Devon Horse Show sowie die Hampton Classic Horse Show.
Nach seiner aktiven Laufbahn war er als Pferdehändler in Kalifornien tätig. Aus der geschiedenen Ehe mit Michele McEvoy gingen sein Sohn Christopher und seine Tochter Dottie Grubb hervor, die 2000 die FEI World Children’s Jumper Championship gewann.
Timothy Grubb starb am 11. Mai 2010 an plötzlichem Herzversagen.